# Coupe du Brésil de football 2016
Navigation
Édition précédente Édition suivante
La Coupe du Brésil de football 2016 est la 28e édition de la Coupe du Brésil de football.
La compétition a débuté le 16 mars 2016 et s'est terminée le 16 décembre 2016.

## Format
La compétition se joue en matchs aller et retour.
Le premier tour est composé de 80 participants, les 40 vainqueurs participent au deuxième tour, les 20 vainqueurs sont rejoints par 12 équipes de première division pour le troisième tour. Lors des deux premiers tours, si l'équipe visiteuse gagne par au moins deux buts d'écart, le match retour est annulé.
Les vainqueurs du troisième tour participent aux huitièmes de finale, jusqu'à la finale les matchs se déroulent également en aller et retour, en cas d'égalité la règle du but extérieur est appliquée, sinon une séance de tirs au but départage les équipes.
Le vainqueur se qualifie pour la Copa Libertadores 2017. 

## Finales
| 23 novembre 2016 | Clube Atlético Mineiro | 1 – 3   | Grêmio Porto Alegrense | Mineirão, Belo Horizonte |                      |
|                  |                        | (0 - 1) |                        | Spectateurs : 47 944     | Spectateurs : 47 944 |

| 7 décembre 2016 | Grêmio Porto Alegrense | 1 – 1   | Clube Atlético Mineiro | Arena do Grêmio, Porto Alegre |                      |
|                 |                        | (0 - 0) |                        | Spectateurs : 55 337          | Spectateurs : 55 337 |

Le Grêmio Porto Alegrense remporte sa cinquième Coupe du Brésil.